# Alpe Gesero
De weg naar Alpe Gesero is misschien geen bergpas in de zuivere zin van het woord. Het hoogteverschil dat overbrugd moet worden bedraagt 1500 meter, waarmee de meeste alpenpassen verslagen worden.
De weg omhoog begint in Roveredo in het begin van het Valle Mesolcina (Graubünden). Hier moeten de borden naar het dorp Laura gevolgd worden. De weg is vanaf het begin erg smal; inhalen is slechts op een enkele uitwijkstrook mogelijk. Door de constante stijging over de beboste hellingen van de Monte Laura wordt snel hoogte gewonnen. Net voor het dorp verdwijnt de weg in een uitgehakte, donkere tunnel; voetgangers en fietsers kunnen met een knop zelf het licht aanzetten.
Aangekomen in het gehucht Laura staat de Alpe Gesero niet aangegeven: de juiste weg is de weg rechtdoor. Vreemd genoeg is de weg vanaf hier iets breder, maar nog steeds smal. Het uitzicht op het Valle Mesolcina en Val Calanca is spectaculair, bij helder weer is ook het Lago Maggiore te zien. Na vier en halve kilometer is er een tweede tunnel. Deze is van binnen niet geasfalteerd, maar goed te berijden. De tunnel vormt de grens tussen de Zwitserse kantons Graubünden en Ticino. Aan de andere zijde ligt het eindpunt Alpe Gesero op 1805 meter hoogte. Van hieruit vertrekt een wandelpad naar de Passo San Jorio op de Zwitsers-Italiaanse grens.
Vanaf de Alpe Gesero kunnen mountainbikers afdalen via de Monte d'Arbino en Monte d'Artore naar Bellinzona. Met de auto moet je keren en de ganse weg via Laura terug nemen.

## Afbeeldingen

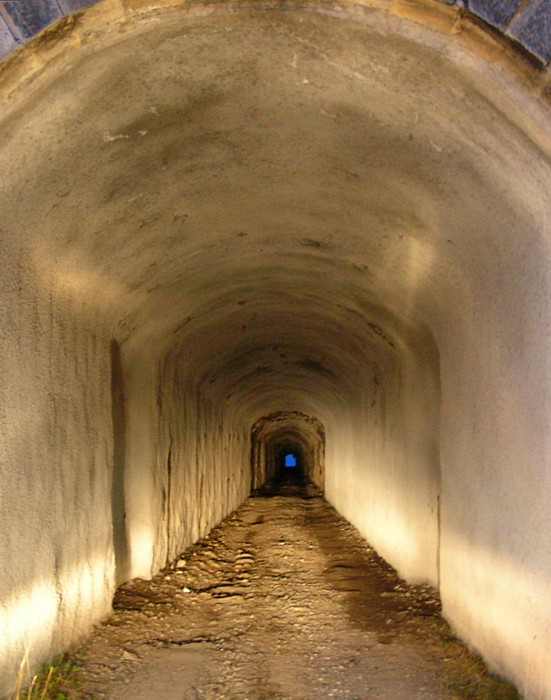
Tunnel

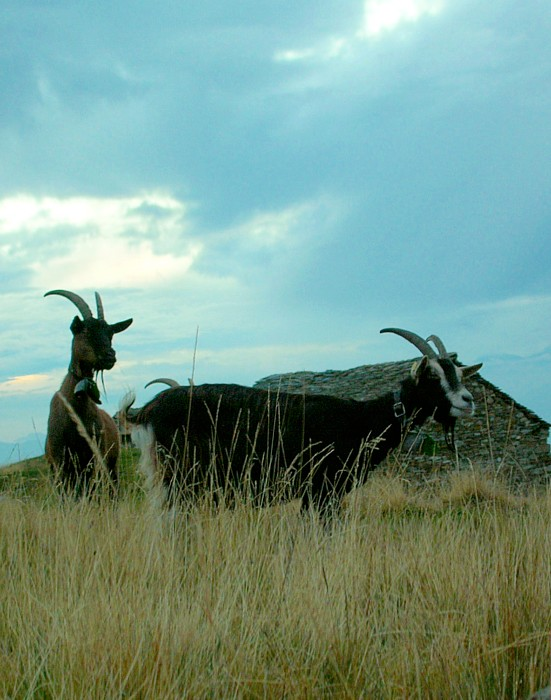
Alpe Gesero